# 원 공주 (조현)
원 공주 이름미상(元朝公主, ? ~ ?)은 몽골제국과 원나라의 공주로, 성씨는 보르지긴 씨, 세조 쿠빌라이 칸의 첩실이 낳은 서녀였다. 송 공제 조현이 투항하자 쿠빌라이 칸은 자신의 첩이 낳은 딸을 그의 부인으로 내주었다. 그의 이름은 라시드 웃딘의 사집(史集), 명나라 진정(陳霆)의 양산묵담(兩山墨談), 명말청초의 사학자  탄천(谈迁)의 국권(国榷)에 나타난다. 그러나 세 책 모두 이름이 나타나지 않는다.
라시드 웃딘의 사집(史集)에는 쿠빌라이 칸이 자신의 마지막 서녀를 직접 송공제의 부인으로 정했다 한다. 1276년 1월 송 공제가 어머니 전태후와 함께 원나라로 투항하자 쿠빌라이 칸은 크게 크게 환대하고 송 공제의 인물됨을 본 뒤, 영국공에 봉하되, 전직 황제로 대우하였다. 얼마 뒤 자신의 첩의 딸을 그에게 하사한다. 아들로 조완보가 태어난다.
그러나 원나라의 대신들은 무능력자인 아버지 남송 도종과는 달리 영특한 인물이었고, 몽골의 대신들은 이를 쿠빌라이 칸에게 보고, 송 공제를 죽여야 된다고 상소했다. 이에 공주는 쿠빌라이 칸에게 남편을 살려줄 것을 호소했다. 쿠빌라이 칸은 송 공제를 불쌍히 여겨, 그와 그 가족들을 살려주되 불교 교리를 공부하되 권력이나 학문에는 손도 대지 말라고 주문한다.
1288년 10월 송 공제와 조태후, 아들 조완보는 출가하여 불교 승려가 되었다. 이후의 행적은 미상이다.